# إم. سكوت بيك
إم. سكوت بيك (بالإنجليزية: M. Scott Peck)‏ هو طبيب نفسي وعالم نفس وكاتب أمريكي، ولد في 23 مايو 1936 في نيويورك في الولايات المتحدة، وتوفي في 25 سبتمبر 2005 في كونيتيكت في الولايات المتحدة بسبب سرطان البنكرياس ومرض باركنسون.

## وصلات خارجية
- الموقع الرسمي
- إم. سكوت بيك على موقع إن إن دي بي (الإنجليزية)